# Tasso Adamopoulos
Tasso Adamopoulos est un altiste français d'origine grecque né à Paris le 2 juin 1944 et mort dans cette même ville le 2 janvier 2021,,.

## Biographie
Après des études musicales en Israël, il devient à l'âge de 19 ans alto solo de l'Orchestre philharmonique de Rotterdam. Par la suite, il est successivement soliste à l'Orchestre Gulbenkian, à l'Ensemble orchestral de Paris et à l'Orchestre National de France de 1980 à 1990. En 1990, il est Alto Solo de l'Orchestre national Bordeaux Aquitaine et membre du Trio Sartory, aux côtés de Roland Daugareil et Étienne Péclard.
Il a joué aux côtés d'artistes tels que Wolfgang Sawallisch, Isaac Stern, Jean-Pierre Rampal, Maria João Pires, Lorin Maazel, Emmanuel Krivine, Alain Lombard, etc.
Outre son activité de concertiste, Tasso Adamopoulos a enseigné au Conservatoire national supérieur de musique de Lyon et au conservatoire à rayonnement régional de Bordeaux où il fut responsable du cycle de perfectionnement en alto.
Il possédait un alto de Carlo Landolfi de 1755.